# 希布达斯·戈什

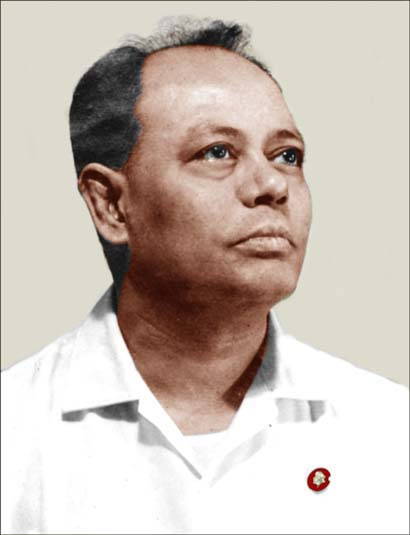
希布达斯·戈什

希布达斯·戈什（英語：Shibdas Ghosh；1923年8月5日—1976年8月5日）是印度的一位共产主义政治家。他参与印度共产主义运动数十年，也是印度社会主义团结中心（共产党人）的创始人和首任总书记。他的政治思想被称为“希布达斯·戈什思想”。
戈什出生于英属印度达卡县的一个中下阶层家庭。他在13岁时通过村里的10年级考试，并加入实践协会，参与印度独立运动。他很早就被马克思主义思想吸引。1942年，他加入退出印度运动。后来，他被捕并被监禁3年，在此期间，他深入学习马克思列宁主义。随后，他与尼哈尔·穆克吉等人于1948年共同建立印度社会主义团结中心（共产党人）。1976年，他在自己53岁生日那天去世。